# Eucelatoria occulta
Eucelatoria occulta är en tvåvingeart som först beskrevs av Wulp 1890.  Eucelatoria occulta ingår i släktet Eucelatoria och familjen parasitflugor. Inga underarter finns listade i Catalogue of Life.